# Gerhardus Marthinus Maritz

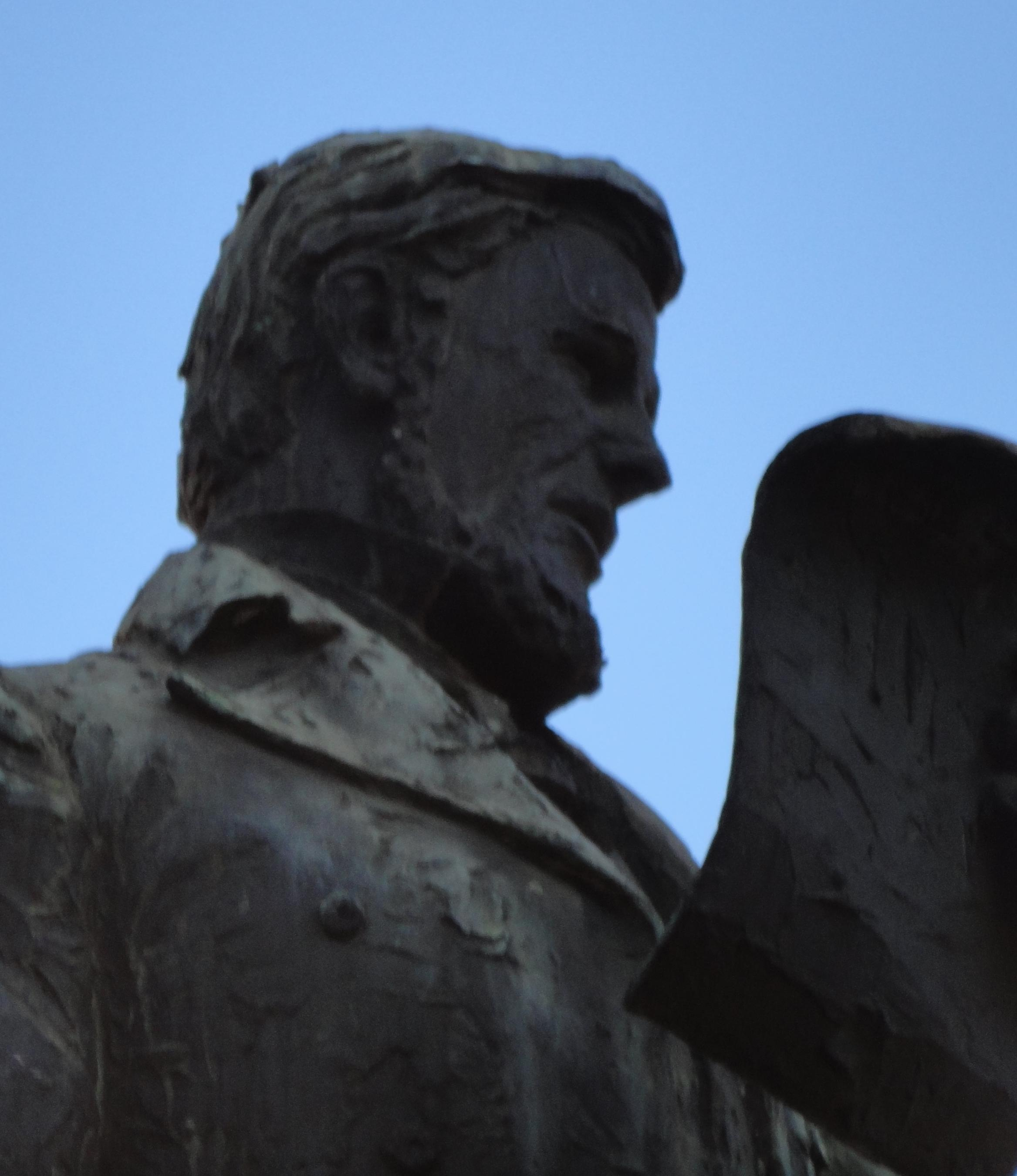
Statue von Gerhardus Marthinus Maritz in Pietermaritzburg (2011)

Gerhardus Marthinus Maritz (* 1. März 1797 in Graaff-Reinet, Kapkolonie; † 23. September 1838 im Natal-Gebiet) war ein Zimmermann, Unternehmer und Voortrekker-Anführer. Seine Spitznamen waren Gert Maritz, Gerrit Maritz, Gert Voortrekker und Kdt Gert. Er gehörte zu den Buren.

## Werdegang
Gerhardus Marthinus Maritz wurde 1797 als zweiter Sohn von Salomon Maritz (c. 1769–1828) und seiner Ehefrau Maria Elizabeth Oosthuijsen (1777–1846) im Graaff-Reinet-Bezirk geboren und wuchs dort auf, was damals noch zu den Niederlanden gehörte, aber infolge der Napoleonischen Kriege durch Großbritannien besetzt war. Während seiner Kindheit erlebte er Angriffe der Xhosa und der Khoikhoi. Sein Vater war 1811 in Graaff-Reinet als Straßenbauer und Zimmermann tätig. Maritz wurde später selbst Zimmermann. Er gründete ein eigenes Unternehmen und stellte Ochsenwagen her. Im Laufe der Zeit kam er dadurch zu Wohlstand. Maritz war bei den Missionaren bekannt und unterstützte ihre Missionsarbeit unter den Khoi und San. Er fungierte auch als veldcornet und Bezirksmeister.

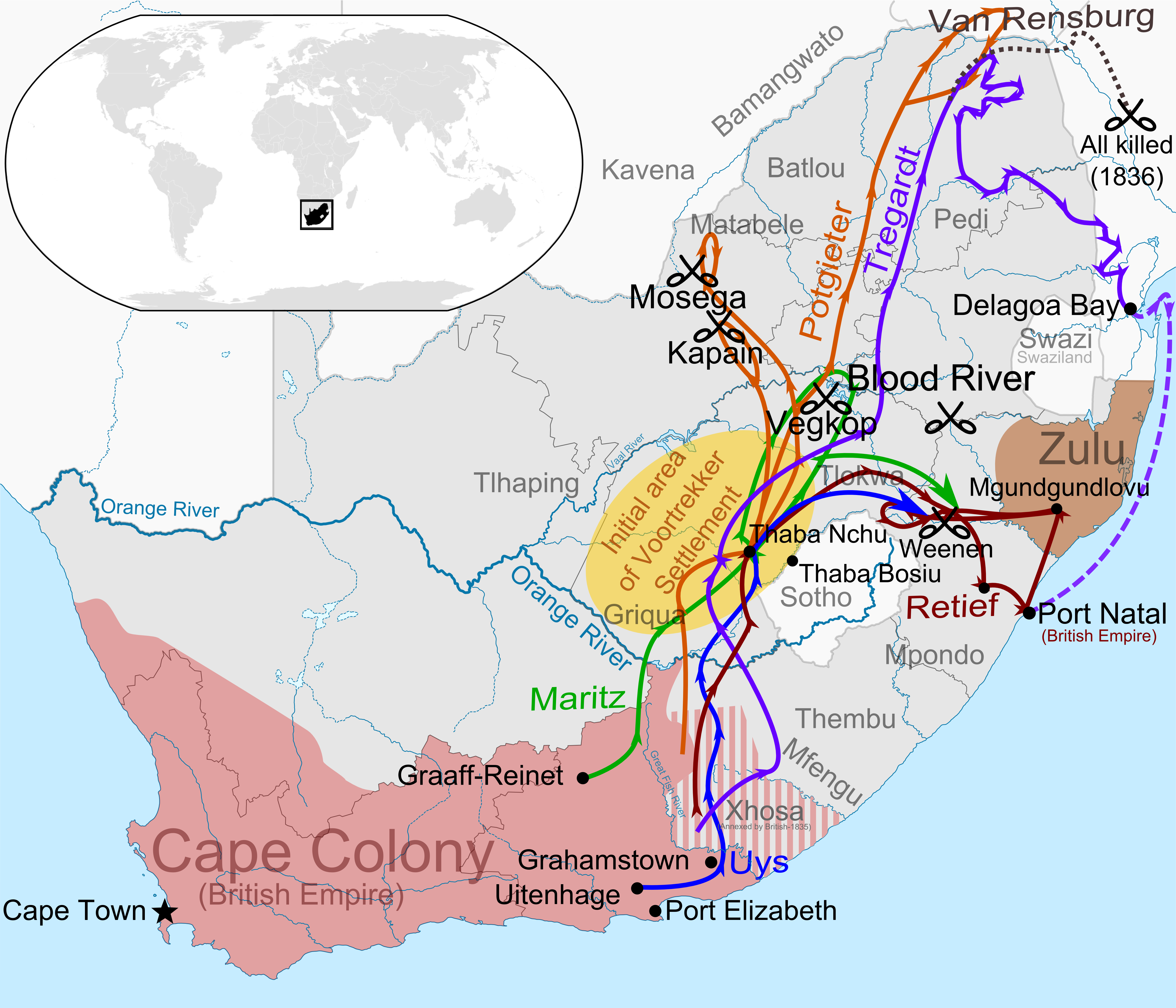
Karte der größeren Züge während der ersten Welle des Großen Trecks (1835–1840) mit den wichtigsten Ereignissen und Schlachten. Gezeigt werden die Züge unter:
Louis Tregardt
Johannes Janse van Rensburg
Andries Hendrik Potgieter
Gerrit Maritz
Pieter Retief
Piet Uys

Mit 23 Jahren heiratete er am 14. Mai 1820 die damals fünfzehnjährige Angenitha Maria Olivier. Das Paar bekam vier Söhne, Salomon Stephanus, Cornelis Johannes Francois, Gerhardus Jacobus und Johannes Stephanus, sowie zwei Töchter, Debora Susanna Sophia und Maria Magdalena, in Graaff-Reinet. In seiner zweiten Ehe war er mit Anna Carolina Agatha van Rooyen verheiratet.
Als seine jüngste Tochter sieben Jahre alt war, beschloss Maritz, die Kapkolonie zu verlassen. Die Buren hatten eine Vielzahl an Gründen dafür (siehe Großer Treck); welche es bei Maritz waren, ist nicht überliefert. In seinem Voortrekker-Treck waren 100 Ochsenwagen und 700 Personen. Sein Bruder zog in einer zweiten Gruppe. Er selbst reiste mit sieben Wagen. Auf die Reise nahm er eine Vielzahl an Waren mit, darunter zwei Pistolen und viele Bücher. Dabei handelte es sich um theologische Bücher, Wörterbücher und juristische Bücher. Der Treck verließ im September 1836 Graaff-Reinet und erreichten im November 1836 Sanddrif am Ufer des Oranje. In der Folgezeit traf er Andries Hendrik Potgieter und erfuhr von der Schlacht von Vegkop im Oktober 1836. 
Im Dezember 1836 versammelte sich eine große Gruppe von Voortrekkern bei Thaba Nchu und wählten ihre erste Regierung. Maritz wurde zum Präsidenten und Oberhaupt der Regierung gewählt, während Potgieter zum Oberbefehlshaber gewählt wurde. Sie gingen gegen die Matabele vor und errangen bei dem Berg Thaba Mosega im Januar 1837 einen Sieg. Im März 1837 stieß Piet Retief zu ihnen und im April 1837 wurde eine neue Regierung gewählt. Retief wurde zum Gouverneur gewählt und Maritz zum Magistraten. Fünf Monate später zog Retief in das Natal-Gebiet, während der Rest der Voortrekker eine zweite erfolgreiche Expedition gegen die Matabele unternahm. Maritz begleitete Retief mit seinen Leuten in das Natal-Gebiet. Im nördlichen Natal-Gebiet planten Maritz und Retief, eine Abordnung zum Zulukönig Dingane in dessen Kraal uMgungundlovu zu schicken, um über die Überlassung eines unbewohnten Gebiets zu verhandeln. Sie hatten große Meinungsverschiedenheiten darüber: Retief wollte mit vielen Soldaten gehen, wohingegen Maritz nur eine kleine Gruppe losschicken wollte, da er Dingane nicht traute. Maritz lag richtig. Retief und seine Männer wurden am 6. Februar 1838 umgebracht. Am 17. Februar 1838 griffen die Zulu die Farmen der Buren entlang der Flüsse Bloukrans River und Moordspruit an und ermordeten alle Bewohner. Maritz und seine Leute wurden ebenfalls angriffen, konnten aber den Angriff zurückzuschlagen. Im Mai 1838 ging Maritz mit dem neuen Oberbefehlshaber Karel Landman und 150 Mann nach Port Natal, um den dort lebenden britischen Siedlern gegen Dingane zu helfen.
Im Juni 1838 ließ sich Maritz mit seiner Familie am Little Thukela River im Natal-Gebiet nieder. Er nannte seine Farm Maritz Dam. Der Ort ist auch als Sooilaer bzw. Saailaer bekannt. Im Laufe der nächsten Monate kam es zu einer Hungersnot. Der Unterernährung folgte Krankheit. Maritz starb am 23. September 1838 auf seiner Farm. Er wurde ursprünglich auf seiner Farm begraben, aber am Tag des Gelübdes (Afrikaans: Geloftedag) im Jahr 1895 an das Bloukrans-Denkmal am Bloukrans-Fluss umgebettet. Die spätere Republik Natalia wurde erst am 11. November 1839 ausgerufen, etwa ein Jahr nach der Schlacht am Blood River.

## Ehrungen (Auswahl)
Die Stadt Pietermaritzburg wurde Anfang 1839 von Voortrekkern gegründet und nach Pieter Retief und Gerhardus Marthinus Maritz benannt.
Eine Bronzestatue von Gerhardus Marthinus Maritz wurde am 16. Dezember 1970 in der Voortrekker-Anlage in Pietermaritzburg enthüllt. Sie ist eine Arbeit des südafrikanischen Bildhauers und Malers Jo Roos.

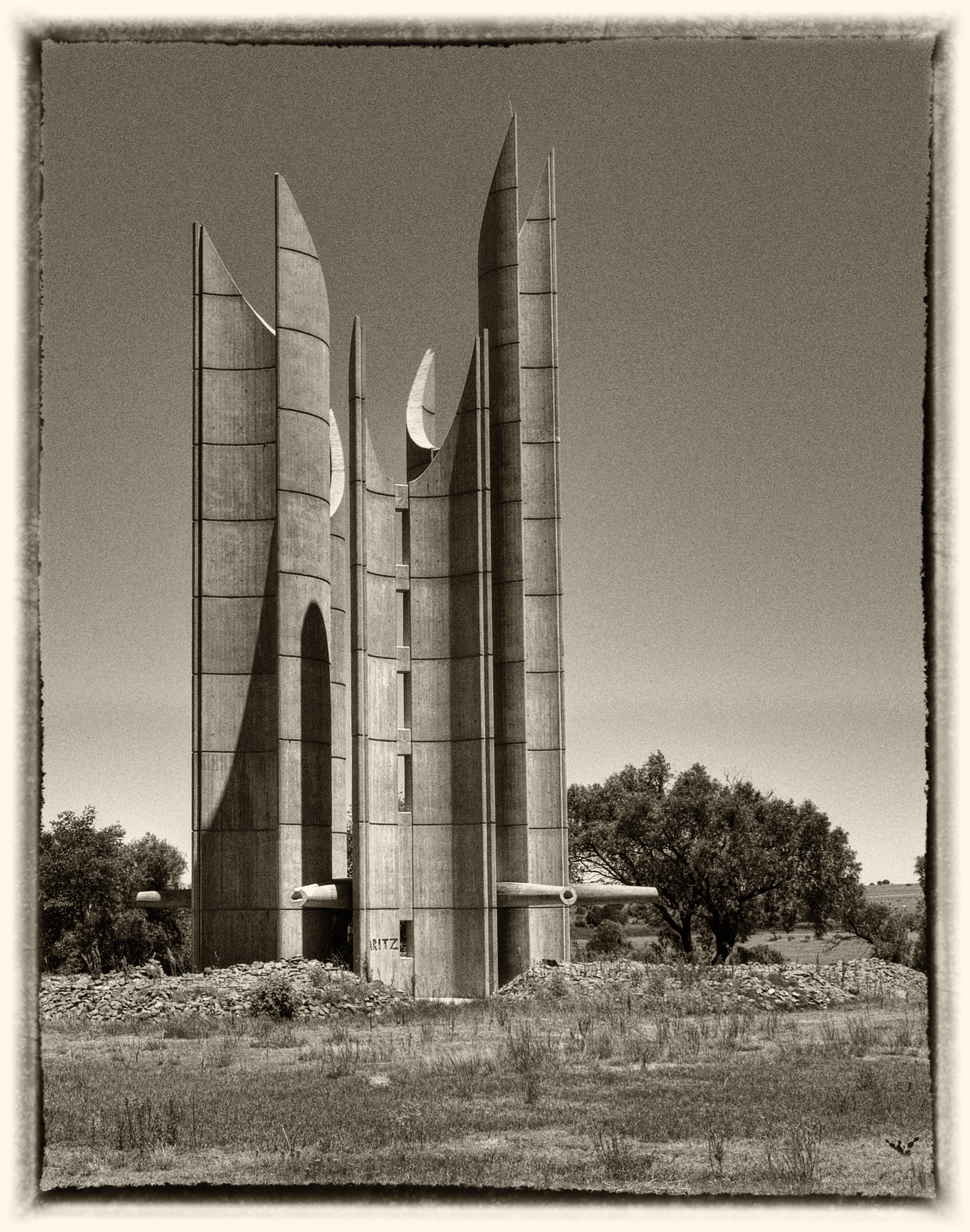
Denkmal in Winburg (2012)

Die Stadt Winburg wurde 1836 von Voortrekkern gegründet. In den 1960er Jahren wurde dort ein Steindenkmal mit den Namen der Voortrekker-Anführer errichtet: Piet Uys, Andries Hendrik Potgieter, Andries Pretorius, Piet Retief und Gerrit Maritz. Die Größe jeder der hoch aufragenden, abgeschrägten Halbröhren aus ausgeschaltem Stahlbeton, welche sich in einer kreisförmigen Anordnung befinden, entspricht den von den jeweiligen Voortrekker-Gruppen zurückgelegten Strecken. Der Architekt Hans Hallen entwarf das abstrakte Denkmal. Wie sein Gegenstück in Pretoria geht die Sonne direkt am 16. Dezember über dem Denkmal auf. In den Jahren nach Fertigstellung beleuchtete die Sonne dabei eine Gedenktafel aus Bronze mit biblischen Inschriften. Das Denkmal ist mittlerweile aufgegeben (Stand: März 2017), die Eingangstore zum Gelände sind verschlossen und das Gelände ist vom Unkraut überwuchert. Ein Netz von Gräben durchzieht das Gelände, da die elektrischen Kabel ausgegraben wurden und die Wasserrohre, welche zum Fluss führen, nicht instand gehalten wurden. Die Gedenktafel aus Bronze in der Mitte des Denkmals wurde gestohlen.

## Trivia
Nach seiner Heirat mit Angenitha Maria Olivier im Jahr 1820 erwarb Maritz ein Haus in der Caledon Street in Graaff-Reinet für 2.700 Rijksdaalder. Er bezahlte es in zwei Raten jeweils in bar. Um 1830 war ihm das Haus zu klein geworden. Als Folge davon baute er ein größeres Haus in der benachbarten Noord Street. Außerdem erwarb er die Farm Welgevonde am Fuß des Ouberg Passes.